# Moustafa Zeidan
Moustafa Zeidan Khalili (Helsingborg, 7 giugno 1998) è un calciatore svedese naturalizzato palestinese, centrocampista o attaccante del Rosenborg, in prestito dal Malmö FF.

## Biografia
È cugino di Imad e Abdul Khalili, anch'essi calciatori professionisti.

## Carriera

### Club
Nato ad Helsingborg da una famiglia di origini palestinesi, inizia a giocare a calcio nell'Högaborgs BK con cui disputa due stagioni di Division 2, quarta serie calcistica svedese; nel 2014 viene acquistato dall'Aston Villa, rimanendo nell'academy dei Villans per due stagioni.
Nel 2016 viene acquistato dall'Helsingborg ed il 24 luglio debutta fra i professionisti in occasione del match di Allsvenskan perso 2-0 contro l'Häcken. Essa è stata una delle sue due presenze stagionali in un campionato che vede i rossoblu scendere in Superettan a fine anno. Inizia all'Helsingborg anche l'annata seguente, ma in metà campionato colleziona solo una presenza. A stagione inoltrata viene così ceduto a titolo definitivo al Syrianska, squadra che stava cercando di non retrocedere in terza serie, senza poi riuscirci.
Nel 2018 torna a calcare i campi della massima serie con il contratto quadriennale firmato con il Brommapojkarna. Gioca 15 presenze alternando partite da titolare ad altre in cui subentra dalla panchina ad altre ancora in cui non scende in campo. I rossoneri chiudono all'ultimo posto e retrocedono in Superettan, mentre Zeidan lascia la squadra.
Svincolato, nel gennaio 2019 si unisce al Frej con un accordo annuale. Salta per infortunio le prime quattordici giornate, tanto da debuttare solo a luglio. La Superettan 2019 della formazione giallonera si conclude con la retrocessione in terza serie.
Nonostante ciò, Zeidan rimane a giocare in Superettan firmando un contratto biennale con lo Jönköpings Södra. Con 4 reti e 5 assist in 28 partite contribuisce a far raggiungere il terzo posto alla squadra nella Superettan 2020, ma la possibile promozione svanisce a seguito del doppio spareggio contro il Kalmar.
Inizia la stagione 2021 sempre allo Jönköpings Södra, ma nel mese di luglio, intorno all'undicesima giornata di campionato, viene acquistato dal Sirius, società militante in Allsvenskan, la massima serie nazionale. Il 29 agosto 2021 segna il suo primo gol in Allsvenskan, con un tiro da fuori area che decide la sfida interna vinta per 1-0 contro la capolista Djurgården.
Le sue prestazioni con la maglia del Sirius hanno convinto la dirigenza dei campioni di Svezia del Malmö FF a puntare su di lui per rinforzare la squadra durante il mercato estivo dell'Allsvenskan 2022, visto che nel luglio 2022 Zeidan ha firmato un contratto di quattro anni e mezzo con gli azzurri. Ha chiuso la rimanente parte dell'Allsvenskan 2022 con 3 reti e 7 assist in 15 presenze. Nel campionato seguente, tuttavia, sotto la guida del nuovo allenatore Henrik Rydström ha trovato poco spazio, tanto da collezionare solo 8 apparizioni (di cui 2 da titolare) nelle prime 16 giornate.
Il 26 luglio 2023, visto il desiderio di trovare maggiore spazio, è così passato in prestito annuale all'Hatta Club, club con sede negli Emirati Arabi Uniti dove però ha trovato poco spazio.
Il 13 agosto si è trasferito, sempre con la formula del prestito, ai norvegesi del Rosenborg. L'accordo, in scadenza a fine 2024, è stato poi prolungato fino a tutto il 2025.

### Nazionale
Dopo aver giocato nelle nazionali giovanili svedesi Under-17 ed Under-19, nel 2023 ha esordito in nazionale maggiore in occasione di due amichevoli contro Finlandia e Islanda disputate entrambe in Portogallo con una rosa sperimentale composta perlopiù da giocatori militanti nei campionati scandinavi.
Nell'aprile 2024 ha comunicato la sua decisione di lasciare la nazionale svedese per iniziare a rappresentare quella della Palestina.

## Statistiche

### Presenze e reti nei club
Statistiche aggiornate al 3 ottobre 2021.
| Stagione        | Squadra          | Campionato      | Campionato | Campionato | Coppe nazionali | Coppe nazionali | Coppe nazionali | Coppe continentali | Coppe continentali | Coppe continentali | Altre coppe | Altre coppe | Altre coppe | Totale | Totale |
| Stagione        | Squadra          | Comp            | Pres       | Reti       | Comp            | Pres            | Reti            | Comp               | Pres               | Reti               | Comp        | Pres        | Reti        | Pres   | Reti   |
| --------------- | ---------------- | --------------- | ---------- | ---------- | --------------- | --------------- | --------------- | ------------------ | ------------------ | ------------------ | ----------- | ----------- | ----------- | ------ | ------ |
| 2013            | Högaborgs BK     | D2              | 8          | 2          | CS              | 0               | 0               |                    | -                  | -                  |             | -           | -           | 8      | 2      |
| 2014            | Högaborgs BK     | D2              | 11         | 7          | CS              | 0               | 0               |                    | -                  | -                  |             | -           | -           | 11     | 7      |
| 2016            | Helsingborg      | A               | 2          | 0          | CS              | 2               | 0               |                    | -                  | -                  |             | -           | -           | 4      | 0      |
| 2017            | Helsingborg      | S1              | 1          | 0          | CS              | 0               | 0               |                    | -                  | -                  |             | -           | -           | 1      | 0      |
| 2017            | Syrianska        | S1              | 13         | 1          | CS              | 1               | 0               |                    | -                  | -                  |             | -           | -           | 14     | 1      |
| 2018            | Brommapojkarna   | A               | 15         | 0          | CS+CS           | 1+0             | 0               |                    | -                  | -                  |             | -           | -           | 16     | 0      |
| 2019            | Frej             | S1              | 13+2       | 2+2        | CS+CS           | 3+1             | 3+0             |                    | -                  | -                  |             | -           | -           | 19     | 7      |
| 2020            | Jönköpings Södra | S1              | 28+2       | 4+0        | CS+CS           | 2+0             | 0               |                    | -                  | -                  |             | -           | -           | 32     | 4      |
| 2021            | Jönköpings Södra | S1              | 10         | 1          | CS              | 0               | 0               |                    | -                  | -                  |             | -           | -           | 10     | 1      |
| 2021            | Sirius           | A               | 12         | 2          | CS              | 1               | 0               |                    | -                  | -                  |             | -           | -           | 13     | 2      |
| Totale carriera | Totale carriera  | Totale carriera | 117        | 21         |                 | 11              | 3               |                    | -                  | -                  |             | -           | -           | 128    | 24     |

### Cronologia presenze e reti in nazionale
| Cronologia completa delle presenze e delle reti in nazionale ― Svezia | Cronologia completa delle presenze e delle reti in nazionale ― Svezia | Cronologia completa delle presenze e delle reti in nazionale ― Svezia | Cronologia completa delle presenze e delle reti in nazionale ― Svezia | Cronologia completa delle presenze e delle reti in nazionale ― Svezia | Cronologia completa delle presenze e delle reti in nazionale ― Svezia | Cronologia completa delle presenze e delle reti in nazionale ― Svezia | Cronologia completa delle presenze e delle reti in nazionale ― Svezia |
| Data                                                                  | Città                                                                 | In casa                                                               | Risultato                                                             | Ospiti                                                                | Competizione                                                          | Reti                                                                  | Note                                                                  |
| --------------------------------------------------------------------- | --------------------------------------------------------------------- | --------------------------------------------------------------------- | --------------------------------------------------------------------- | --------------------------------------------------------------------- | --------------------------------------------------------------------- | --------------------------------------------------------------------- | --------------------------------------------------------------------- |
| 9-1-2023                                                              | Faro                                                                  | Svezia                                                                | 2 – 0                                                                 | Finlandia                                                             | Amichevole                                                            | -                                                                     | 68’                                                                   |
| 12-1-2023                                                             | Faro                                                                  | Svezia                                                                | 2 – 1                                                                 | Islanda                                                               | Amichevole                                                            | -                                                                     | 85’                                                                   |
| Totale                                                                |                                                                       | Presenze                                                              | 2                                                                     |                                                                       | Reti                                                                  | 0                                                                     |                                                                       |

| Cronologia completa delle presenze e delle reti in nazionale ― Palestina | Cronologia completa delle presenze e delle reti in nazionale ― Palestina | Cronologia completa delle presenze e delle reti in nazionale ― Palestina | Cronologia completa delle presenze e delle reti in nazionale ― Palestina | Cronologia completa delle presenze e delle reti in nazionale ― Palestina | Cronologia completa delle presenze e delle reti in nazionale ― Palestina | Cronologia completa delle presenze e delle reti in nazionale ― Palestina | Cronologia completa delle presenze e delle reti in nazionale ― Palestina |
| Data                                                                     | Città                                                                    | In casa                                                                  | Risultato                                                                | Ospiti                                                                   | Competizione                                                             | Reti                                                                     | Note                                                                     |
| ------------------------------------------------------------------------ | ------------------------------------------------------------------------ | ------------------------------------------------------------------------ | ------------------------------------------------------------------------ | ------------------------------------------------------------------------ | ------------------------------------------------------------------------ | ------------------------------------------------------------------------ | ------------------------------------------------------------------------ |
| 6-6-2024                                                                 | Doha                                                                     | Palestina                                                                | 0 – 0                                                                    | Libano                                                                   | Qual. Mondiali 2026                                                      | -                                                                        | 81’                                                                      |
| 11-6-2024                                                                | Perth                                                                    | Australia                                                                | 5 – 0                                                                    | Palestina                                                                | Qual. Mondiali 2026                                                      | -                                                                        | 86’                                                                      |
| 10-9-2024                                                                | Kuala Lumpur                                                             | Palestina                                                                | 1 – 3                                                                    | Giordania                                                                | Qual. Mondiali 2026                                                      | -                                                                        | 46’                                                                      |
| 10-10-2024                                                               | Bassora                                                                  | Iraq                                                                     | 1 – 0                                                                    | Palestina                                                                | Qual. Mondiali 2026                                                      | -                                                                        |                                                                          |
| Totale                                                                   |                                                                          | Presenze                                                                 | 4                                                                        |                                                                          | Reti                                                                     | 0                                                                        |                                                                          |

## Palmarès

### Club

#### Competizioni nazionali
- Campionato svedese: 1

Malmö: 2023